# Consejo de Cambio Climático
El Consejo de Cambio Climático es un órgano administrativo de consulta del gobierno federal mexicano, con carácter de permanente, compuesto por miembros de los sectores social, privado y académico, para dar asesoría a la Comisión Intersecretarial de Cambio Climático a fin de tomar medidas para mitigar y evitar las causas del cambio climático en México. Es parte integrante del Sistema Nacional de Cambio Climático. Fue creado mediante la expedición de la Ley General de Cambio Climático el 6 de junio de 2012. Desde diciembre de 2020, el Consejo es encabezado por la maestra en ciencias Tzinnia Carranza López, Coordinadora General de la Asociación Civil Espacio de Encuentro de las Culturas Originarias.

## Antecedentes
El 25 de abril de 2005, con el decreto de Vicente Fox, que crea la Comisión Intersecretarial de Cambio Climático, se crea también, en su artículo décimo, un Consejo Consultivo de Cambio Climático, misma que duró hasta 2012.
Con la creación de la nueva Ley General de Cambio Climático, publicada en el Diario Oficial de la Federación el 6 de junio de 2012, el anterior Comité y su Consejo quedaron eliminados, quedando regulado la creación de un nuevo consejo en los artículos 51 a 57 de dicha ley, cuya creación en la práctica fue anunciado en febrero de 2013. Para mayo del mismo año se anunció que el presidente de dicho consejo sería el premio nobel de química Mario Molina y como secretario técnico Juan Carlos Belausteguigoitia. Junto con la Comisión este consejo se encargó de la elaboración de la Estrategia Nacional de Cambio Climático que fue presentada el 3 de junio de 2013.

## Funciones
De acuerdo a la Ley General de Cambio Climático, el consejo tiene estas funciones:
1. Asesorar a la Comisión en los asuntos de su competencia.
2. Recomendar a la Comisión realizar estudios y adoptar políticas, acciones y metas tendientes a enfrentar los efectos adversos del cambio climático.
3. Promover la participación social, informada y responsable, a través de las consultas públicas que determine en coordinación con la Comisión.
4. Dar seguimiento a las políticas, acciones y metas previstas en la presente Ley, evaluaciones de la Estrategia Nacional, el Programa y los programas estatales, así como formular propuestas a la Comisión, a la Coordinación de Evaluación del INECC y a los miembros del Sistema Nacional de Cambio Climático.
5. Integrar grupos de trabajo especializados que coadyuven a las atribuciones de la Comisión y las funciones del Consejo.
6. Integrar, publicar y presentar a la Comisión, a través de su Presidente, el informe anual de sus actividades, a más tardar en el mes de febrero de cada año.

## Estructura
El consejo debe estar integrado con por lo menos 15 miembros "de los sectores social, privado y académico, con reconocidos méritos y experiencia en cambio climático", cuenta con un presidente y un secretario que duran en el cargo 3 años. Todos los cargos son honoríficos y a título personal. Actualmente está integrado por los siguientes:
- Dr. José Aristeo Sarukhán Kermez. Coordinador nacional de la Comisión Nacional para el Conocimiento y Uso de la Biodiversidad
- Mtro. Gustavo Alanís Ortega. Director general del Centro Mexicano de Derecho Ambiental, A.C.
- Dr. Boris Graizbord Ed. Director del Programa LEAD de El Colegio de México
- Mtro. Sergio Madrid Zubirán. Director y miembro fundador del Consejo Civil Mexicano para la Silvicultura Sostenible
- Dr. Pablo Mulás del Pozo. Representante de México en el World Energy Council
- Dra. Norma Patricia Muñoz Sevilla. Secretaria de Investigación y Posgrado del Instituto Politécnico Nacional
- Ing. Carlos Sandoval Olvera. Consejo Nacional de Industriales Ecologistas de México, A.C.
- Mtra. Ana Rodríguez Lepure. Consultora de la Agencia Internacional de la Energía
- Mtro. Guillermo Velasco Rodríguez. Capital Sustentable S.C. (CAPSUS)
- Dr. Adrián Fernández Bremauntz. Iniciativa Climática Regional de América Latina (LARCI)
- Dr. Daniel Chacón Anaya. Iniciativa Climática Regional de América Latina (LARCI)
- Mtro. José Antonio Urteaga Dufour. Banco Interamericano de Desarrollo (BID)
- Dr. José Antonio Rueda Gaona. Consultor
- Mtra. Diana Ponce Nava. Consultora
- Dra. Marusia Rentería Villalobos. Universidad Autónoma de Chihuahua
- Dr. Fernando Díaz Barriga Martínez. Universidad Autónoma de San Luis Potosí
- Dr. Iván Nelinho Pérez Maldonado. Universidad Autónoma de San Luis Potosí
- Lic. Andrés Albo Márquez. CESPEDES y CITIBANAMEX
- Dra. Ana Cecilia Conde Álvarez. Centro de Ciencias de la Atmósfera, UNAM